# John French
John Denton Pinkstone French, I conte di Ypres (Ripple, 28 settembre 1852 – Deal, 22 maggio 1925), è stato un generale e nobile britannico.
Brillante comandante di cavalleria, si distinse durante la seconda guerra boera svolgendo un ruolo importante in molte battaglie alla guida della divisione mobile e dimostrandosi uno dei comandanti britannici più risoluti e preparati. Dopo la guerra assunse incarichi sempre più importanti di comando, venendo promosso al grado di feldmaresciallo e assumendo la carica di capo di stato maggiore imperiale.
Designato fin dal 1913 comandante del previsto corpo di spedizione britannico preparato in caso di guerra europea, nell'estate 1914 sbarcò in Francia con le sue truppe per partecipare alla prima campagna della grande guerra. Dopo aver preso parte con le sue forze alla prima battaglia della Marna, John French venne sostituito al comando del corpo di spedizione nel dicembre 1915 dopo grandi polemiche a seguito dei ripetuti insuccessi delle sue costose offensive frontali e delle sue presunte deficienze come comandante in capo.

## Biografia
Nato nel Kent, figlio del comandante John French, ufficiale della Royal Navy, si arruolò in marina nel 1866 ma passò all'esercito nel 1874. Servì col 19° Ussari in Sudan nel 1884-85 e venne promosso tenente colonnello.
All'inizio della seconda guerra boera venne inviato in Natal con il grado di tenente generale per collaborare alla difesa della provincia e guidò le truppe britanniche nella vittoriosa battaglia di Elandslaagte. Prima dell'inizio dell'assedio di Ladysmith gli venne ordinato di trasferirsi nella colonia del Capo e quindi egli, insieme al suo capo di stato maggiore, colonnello Douglas Haig, sfuggì all'accerchiamento. Subito dopo assunse il comando della divisione di cavalleria che, formata da 5.000 soldati a cavallo, costituì la principale forza mobile a disposizione del corpo di spedizione del feldmaresciallo Frederick Roberts che nel febbraio 1900 intraprese la grande invasione delle due Repubbliche boere.
French guidò la divisione di cavalleria nella brillante avanzata iniziale verso Kimberley; dopo aver superato la debole resistenza boera a nord del fiume Modder, i cavalieri raggiunsero la città assediata il 15 febbraio 1900. Dopo questo successo French partecipò con le sue truppe montate alla manovra di accerchiamento delle forze boere del generale Piet Cronje; furono i soldati della cavalleria di French che, nonostante le gravi difficoltà logistiche e la perdita di molte cavalcature durante la carica su Kimberley, riuscirono a bloccare la ritirata dei boeri intercettandoli a Paardeberg; dopo una dura battaglia i nemici furono costretti alla resa il 27 febbraio 1900.
Fu comandante ad Aldershot dal 1902 la 1907 e venne promosso a generale nel 1907. Fu capo di Stato Maggiore dell'esercito britannico nel 1911, capo dello Stato Maggiore generale imperiale dal 1912 al 1913 e venne promosso a Field Marshal nel 1913.
Ottenuto il comando della BEF nell'agosto 1914, si trovò in accordo con il governo, e contro Lord Kitchener e Sir Douglas Haig, sull'opportunità di dispiegare la BEF in Belgio, piuttosto che ad Amiens, dove sia Haig che Kitchener ritenevano di schierarla col fine di portare un vigoroso contrattacco una volta che si fosse chiarita la direzione di avanzata tedesca. Kitchener obiettava che il dispiegamento della BEF a Mons sarebbe risultato nell'abbandono quasi immediato delle posizioni e di molto materiale, visto che l'esercito belga non sarebbe stato in grado di tenere le posizioni di fronte ai tedeschi; data la solida fiducia che al tempo si riponeva nelle fortificazioni, non sorprende che French e il governo britannico si trovassero in disaccordo con Kitchener su questo punto.

La BEF, dopo le prime battaglie a Mons e Le Cateau, proprio là dove Kitchener aveva previsto, dovette ritirarsi per scongiurare il pericolo di essere aggirata sui fianchi alla caduta delle posizioni tenute dai belgi; French fu via via sempre più indeciso e preoccupato di conservare l'integrità delle truppe, al punto di suggerire di ritirarle sui porti della Manica, piuttosto che di aiutare i francesi. Diede inizio ad un tentativo di ritirata che mise a rischio l'integrità della linea fra gli eserciti francese e belga, e fu necessario un incontro straordinario con Kitchener il 2 settembre 1914 per riorganizzare le idee e dirigere la controffensiva alla Prima battaglia della Marna. French fu particolarmente irritato dal fatto che Kitchener arrivò vestendo l'uniforme di Field Marshal: interpretò così che si presentasse implicitamente come superiore e non come semplice membro del governo, fatto questo che French menzionò in una lettera a Winston Churchill. Nessuno sa esattamente quel che si disse in quell'incontro, visto che non esistono testimonianze scritte, ma French entrò sempre più in contrasto con Kitchener nei mesi successivi fino a che fu rimosso dal comando nel settembre 1915.

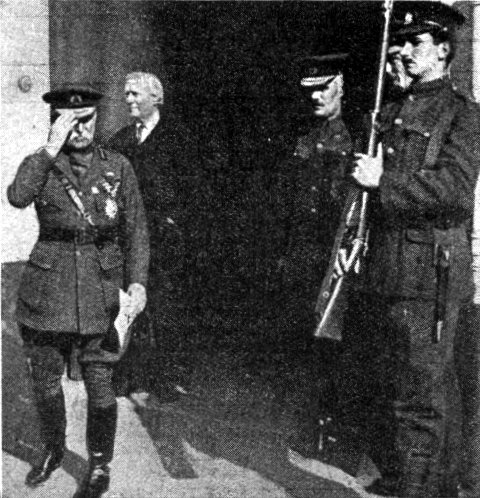
John French, a sinistra, e il primo ministro Asquith al Quartier Generale britannico nel 1915

Durante la battaglia di Mons French emanò una serie di incalzanti ordini di abbandonare le posizioni e gli equipaggiamenti, ordini che furono però ignorati dal suo sottoposto al comando del II Corpo d'armata, sir Horace Smith-Dorrien, il quale invece mise in atto una vigorosa azione difensiva, riducendo la pressione del nemico e consentendo alle truppe di riorganizzarsi, raccogliere gli equipaggiamenti e ritirarsi in maniera ordinata. Smith-Dorrien ignorò pure altri ordini di French che considerava non realistici; fu rimosso dal comando dopo aver insistito per effettuare un ripiegamento tattico ad una certa distanza dalle linee tedesche di Ypres, in seguito al primo uso di gas venefici da parte delle truppe tedesche. Molti giorni dopo questo episodio, French accettò il consiglio di Herbert Plumer di effettuare una ritirata quasi identica a quella che raccomandava Smith-Dorrien.
French rimase al comando nel periodo in cui iniziò la vera e propria guerra di trincea e nelle battaglie di Neuve Chapelle e Ypres che distrussero quel che restava dell'originaria BEF. Nel 1915 rifiutò di cooperare coi francesi, ma dopo i fallimenti dell'Artois e di Loos, le operazioni offensive britanniche furono quasi del tutto sospese. Nel dicembre 1915 fu sostituito da Douglas Haig. Ritornò in Gran Bretagna per ricevere l'incarico di comandante delle forze territoriali, ruolo che tenne sino alla fine della guerra.
Fu creato visconte di Ypres e di High Lake nella contea di Roscommon, nel gennaio 1916. Lord French soffocò la rivolta irlandese del 1916 e fu per questo nominato Lord Luogotenente d'Irlanda dal 1918 al ritiro avvenuto nel 1921. Nel maggio 1922 fu creato conte di Ypres.